# Hezenbergersluis

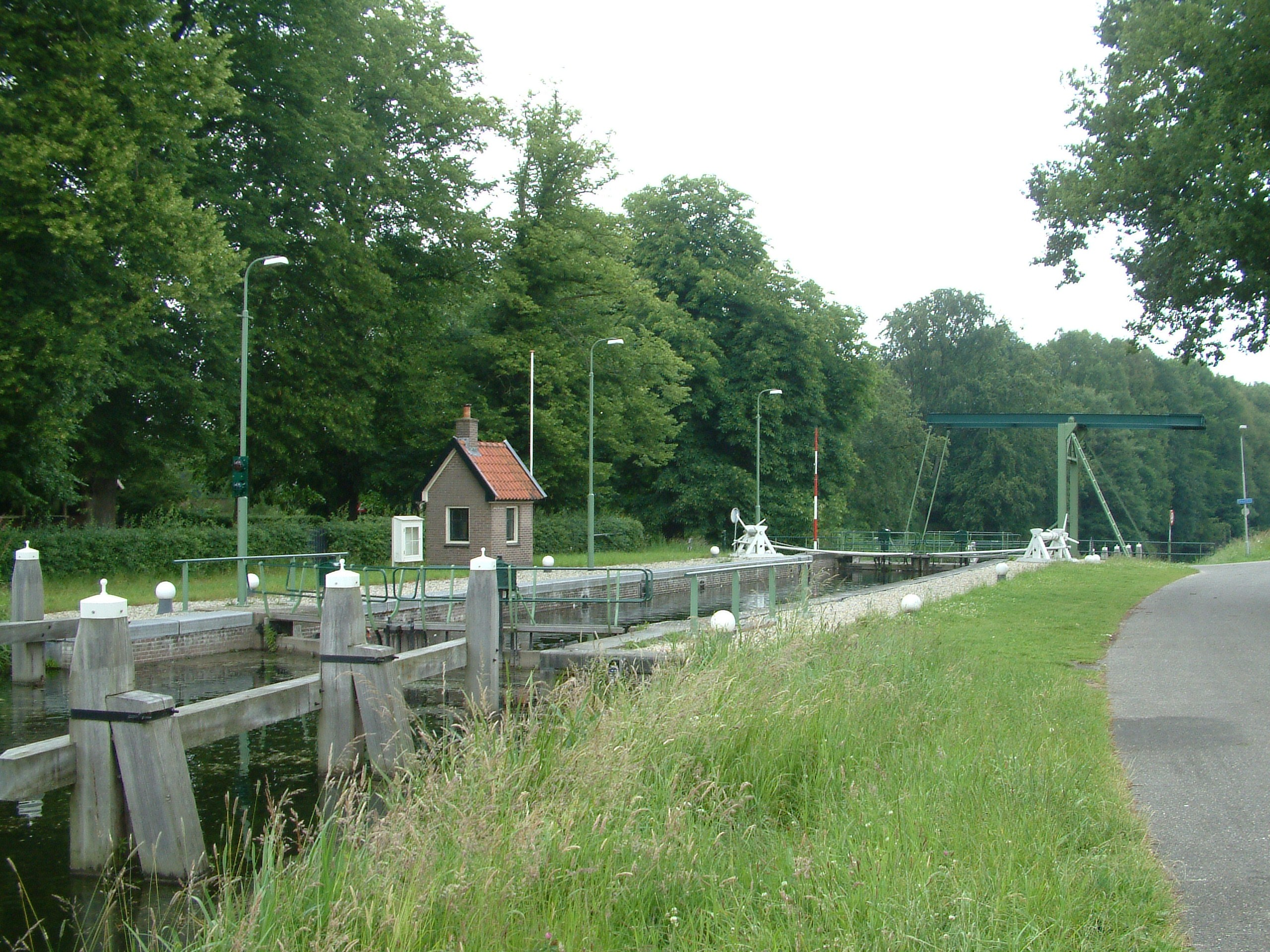
Hezenbergersluis

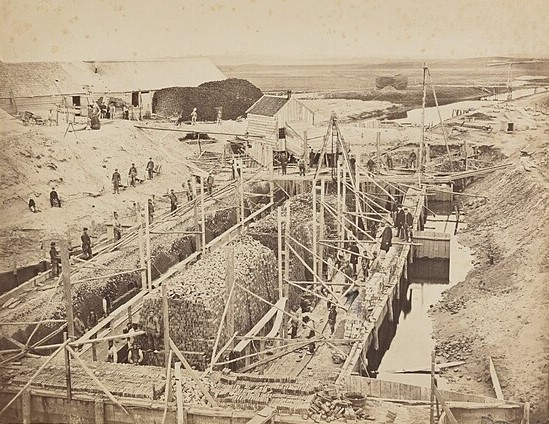
Bouw van de Hezenbergerschutsluis in 1873

De Hezenbergersluis ligt in het Apeldoorns Kanaal in de gemeente Hattem. Het is een schutsluis met puntdeuren en een ophaalbrug over het benedenhoofd. Het kanaal heeft CEMT-klasse 0. De sluis dateert van 1829 en was tot 1982 in gebruik voor vrachtvaart. Na restauratie kunnen er sinds 2007 weer schepen geschut worden. De sluis is niet via de marifoon aan te roepen.

## Kanaal
Vanaf 1825 werd met particulier kapitaal een kanaal aangelegd tussen Hattem en Apeldoorn. Het werd officieel geopend in 1829 en kreeg aanvankelijk de naam Griftkanaal.
Na de Tweede Wereldoorlog kon begin 1946 het kanaal weer voor de scheepvaart worden opengesteld. Door de opkomst van het gemotoriseerd wegverkeer nam het belang van het kanaal echter snel af. Per 1 januari 1962 werd het gedeelte vanaf de Berghuizer Papierfabriek in Wapenveld tot Apeldoorn voor de scheepvaart gesloten. Het gedeelte vanaf de Hezenbergersluis tot de Berghuizer papierfabriek bleef nog tot 1982 voor de scheepvaart geopend.
In 1997 droeg Rijkswaterstaat het kanaal met toebehoren over aan het waterschap Veluwe. Een commissie stelde in 2001 een toekomstvisie op voor het verwaarloosde kanaal, waarin restauratie en het opnieuw bevaarbaar maken werd aanbevolen.

## Sluis
Na voltooiing in 1829 was de Hezenbergersluis 22 m lang en 4,30 m breed, minste drempeldiepte KP -1,42 m. In 1837 nam Rijkswaterstaat het beheer van de sluis over, vanaf 1843 gold dat ook voor het kanaal. Volgens de statistiek kwamen er in 1851 358 schepen naar Apeldoorn. De houten sluis werd in 1872/73 vanwege verbreding van het kanaal vervangen door een gemetselde doorgang van 31,25 m lang en 6,20 m breed ontworpen door de waterbouwkundige uit Hattem ir. baron van Ittersum. Hij was nu geschikt voor schepen tot 200 ton. De schutlengte werd 30 m en de wijdte 6 m, de minste drempeldiepte voor de bovendrempel KP -2,18 m en de benedendrempel KP -1,96 m.
De na 1982 in onbruik geraakte sluis werd gerenoveerd en in 2007 weer in gebruik gesteld door het schutten van de heveaak Walravina. 